# Consulat général de Tunisie à Marseille
Le consulat général de Tunisie à Marseille est une représentation consulaire de la République tunisienne en France. Il est situé boulevard d'Athènes, à Marseille, en Provence-Alpes-Côte d'Azur.